# Iván Mordisco
Néstor Gregorio Vera Fernández, más conocido por su alias Iván Mordisco, (El Peñón, 8 de octubre de 1974) es un disidente guerrillero colombiano. Fue guerrillero de las Fuerzas Armadas Revolucionarias de Colombia - Ejército del Pueblo (FARC-EP), y al declararse en contra del Acuerdo de paz entre el gobierno colombiano y las FARC-EP, se unió a las Disidencias de las FARC-EP.

## Biografía

### Militancia en las FARC-EP
Inició en las FARC-EP, como guerrillero raso, siendo menor de edad, en 1995 vinculado al Frente 39 de las FARC-EP, se especializó como francotirador y como experto en explosivos. Fue comandante desde 2012 hasta 2016 del Frente 1 de las FARC-EP Armando Ríos con la captura de Gerardo Aguilar, alias "César, en 2009 y sustituyendo a Marco Fidel Suárez, alias "Kokoriko".

### Disidente de las FARC-EP
Se opuso a la desmovilización de la guerrilla como parte de los Acuerdos de Paz entre las FARC-EP, siendo el primer comandante en declararse en disidencia.
Tras la muerte en 2019 de Edgar Mesías Salgado alias “Rodrigo Cadete”, lideraba al parecer un plan para agrupar a los grupos de las Disidencias de las FARC-EP, bajo su mando tras la muerte de alias "Gentil Duarte" en varios departamentos como Norte de Santander, Arauca, Cauca, Guaviare, Vaupés, Vichada, Meta y estaba implicado en narcotráfico, terrorismo, minería ilegal, extorsiones, reclutamiento ilegal, asesinato de líderes sociales e indígenas entre otros delitos. Fue herido en una operación militar en 2020.
Tiene tres órdenes de captura y se le acusa del ataque contra el batallón de infantería de Granada (Meta), que dejó dos muertos en febrero de 2022; el asesinato de nueve militares en San José del Guaviare (Guaviare) en julio de 2021; el secuestro de 17 miembros de una misión médica en Guaviare en diciembre de 2019; y el secuestro de un funcionario de la ONU en Calamar (Guaviare), en 2017.
Se creía que había muerto en un bombardeo en la vereda Santa Rita, en San Vicente del Caguán (Caquetá). Durante la conocida como Operación Júpiter de la Fuerza Pública de Colombia. En este bombardeo se identificaron 7 de los 9 cuerpos encontrados, incluyendo a su pareja alias "Lorena" y dos menores de edad. Unos días antes del atentado, grabó un vídeo en el que proponía un alto el fuego y negociaciones de paz al gobierno de Gustavo Petro. Mordisco apareció en un video divulgado el 23 de septiembre de 2022, donde emitió un discurso sobre el cese de actividades guerrilleras.
En abril de 2023, apareció en San Vicente del Caguán (Caquetá), como Comandante del Estado Mayor Central de las Disidencias de las FARC-EP, anunciando la participación de ese grupo en las negociaciones de paz con el gobierno de Gustavo Petro.
En noviembre de 2024 envió un mensaje al gobierno de Gustavo Petro tras un atentado en El Plateado, Argelia (Cauca) y la Operación Perseo de la Fuerza Pública contra su organización.
Para febrero de 2025, el presidente Gustavo Petro lo mencionó en mensajes tras la operación del Ejército Nacional que permitió la toma de Cerro Negro (Nariño).